# Culture du Canada
 (avril 2021).
La culture du Canada, pays d'Amérique du Nord, désigne d'abord les pratiques culturelles observables de ses habitants (37 000 000, estimation 2017) y compris la musique, les langues, la gastronomie, la littérature, l’art, l’humour, et la politique. Au fil du temps, la culture canadienne a été influencée par des cultures européennes, notamment celle du Royaume-Uni et de la France, ses peuples indigènes et les Premières Nations, certains éléments des cultures de ses populations immigrantes, et la culture voisine des États-Unis. De plus, depuis son indépendance des pouvoirs coloniaux, le Canada a développé une culture unique et distincte de ses anciens colons. Toutefois, comme pays géographiquement énorme, la culture canadienne varie beaucoup entre ses provinces et territoires.

## Langues et peuples
- Langues au Canada, Langues du Canada
  - anglais (75,5 %), français (24,5%)
    - français canadien, français québécois, français acadien, histoire du français au Canada, politique linguistique du Québec, démographie linguistique du Québec, accents français régionaux du Canada, francophonie au Canada (rubriques)

  - espagnol (758 280), italien (660 945), allemand (622 650), chinois divers (472 080), cantonais (434 720), arabe (365 085), hollandais (350 470), tagalog (324 120), pundjabi (299 600), mandarin (281 840)...
  - plus de 150 langues autochtones, langues amérindiennes, Liste de langues en danger au Canada (en), loi sur les langues autochtones
  - Musée canadien des langues
- Groupes ethniques au Canada
  - Autochtones du Canada, Inuits, Métis (Canada), Premières Nations
  - Autochtones du Québec, Autochtone du Québec (rubriques)
    - Liste des bandes indiennes au Québec, Liste des entités territoriales autochtones au Québec, Regroupement des centres d'amitié autochtones du Québec
- Démographie du Canada, Immigration au Canada, Immigration au Canada (rubriques), Canadian diaspora (en)

## Tradition

### Religion
- Religion au Canada, Religion au Canada (rubriques)
- Religions des Premières nations et des Inuits
- Christianisme au Canada
  - Catholicisme au Canada (12 728 900 estimation 2011)
  - Protestantisme au Canada (7 910 000 estimation 2011), Protestantisme au Québec, Huttérisme
    - Église unie du Canada (2 007 610 estimation 2011)
    - Église anglicane du Canada (1 631 845 estimation 2011)
    - Baptisme (635 840 estimation 2011)
    - Luthéranisme au Canada (478 185 estimation 2011)
    - Presbytérianisme (472 385 estimation 2011)
    - Autres (2 000 000 estimation 2011)

  - Église orthodoxe au Canada (550 690 estimation 2011), Chrétiens orientaux au Québec
- Autres spiritualités religieuses
  - Islam au Canada (1 053 945 estimation 2011)
  - Judaisma au Canada (329 500 estimation 2011), Histoire des Juifs au Canada, Antisemitism in Canada (en)
  - Bouddhisme au Canada (366 830 estimation 2011)sm
  - Sikhisme au Canada (454 965 estimation 2011)
  - Jainisme au Canada (en)
  - Hindouisme au Canada (en) (497 960 estimation 2011)
  - Scientologie au Canada (en)
  - Néopaganisme au Canada : Ásatrú, Coven Celeste (en)
  - Mouvement raëlien
- Autres spiritualités
  - Irréligion au Canada (en) (23,9 % en 2011), (8 000 000 estimation 2011) : athéisme, agnosticisme, indifférence, défiance…

### Symboles
- Symboles du Canada, Emblèmes des provinces et territoires du Canada
- Symboles nationaux du Canada
  - Ô Canada, hymne national du Canada
  - A mari usque ad mare, devise nationale
- Symboles royaux canadiens (en)
- L'érable
- La feuille d'érable
- Le castor : le castor a été élevé au rang d'emblème officiel du Canada le 24 mars 1975, lorsqu'une « loi portant reconnaissance du castor (Castor canadensis) comme symbole de la souveraineté du Canada » reçut la sanction royale. Aujourd'hui, grâce aux techniques de préservation de la faune, le castor, le plus gros rongeur du Canada, survit et prospère dans tout le pays[1].
- Le caribou
- La Gendarmerie royale du Canada

Drapeau du Canada, couramment appelé l'Unifolié.
Grand Sceau du Canada.
Drapeau du Gouverneur général du Canada.
Cocarde de l'Aviation royale canadienne[2].
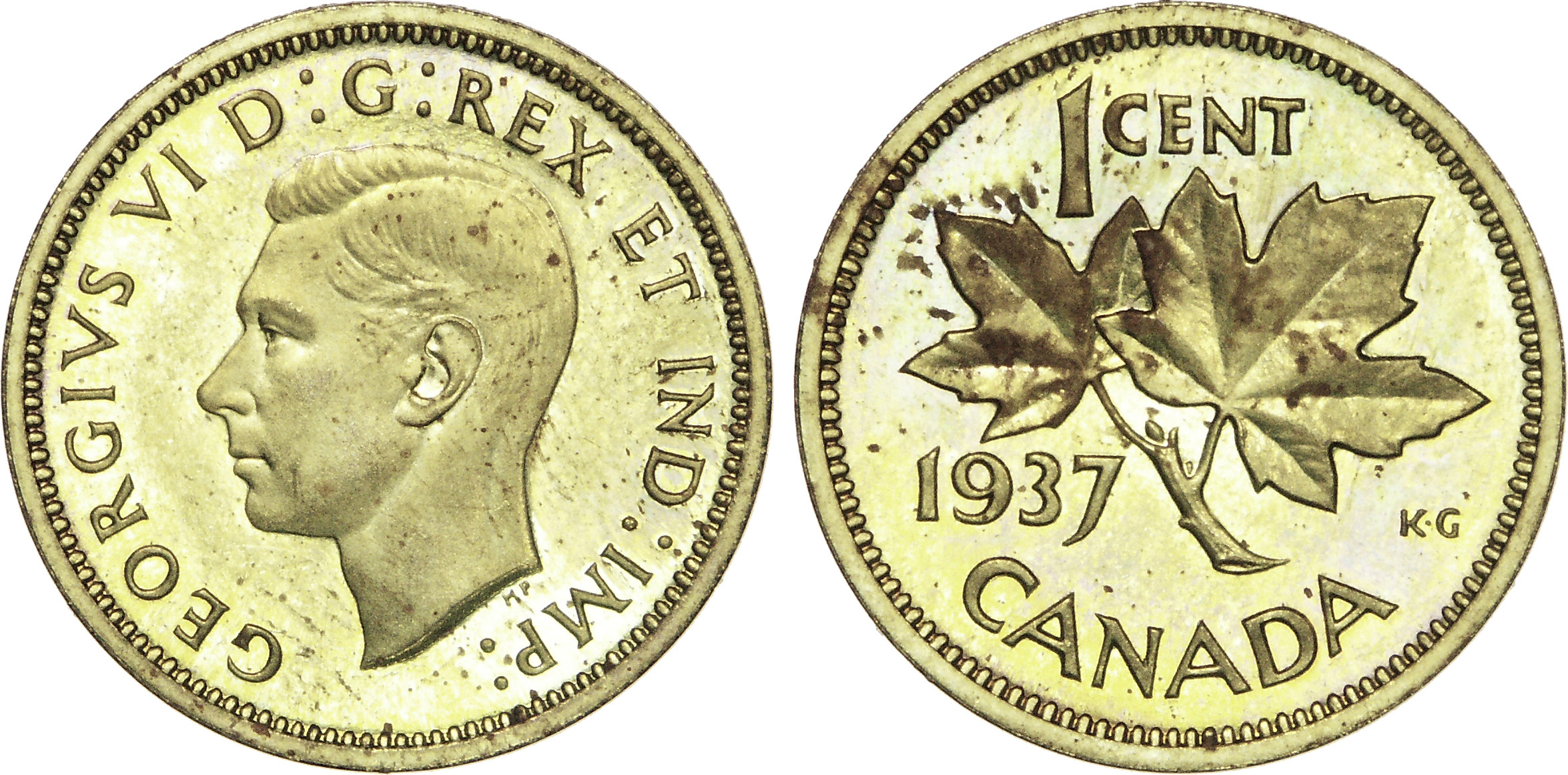
Épreuve de 1 cent en laiton représentant un rameau d'érable.
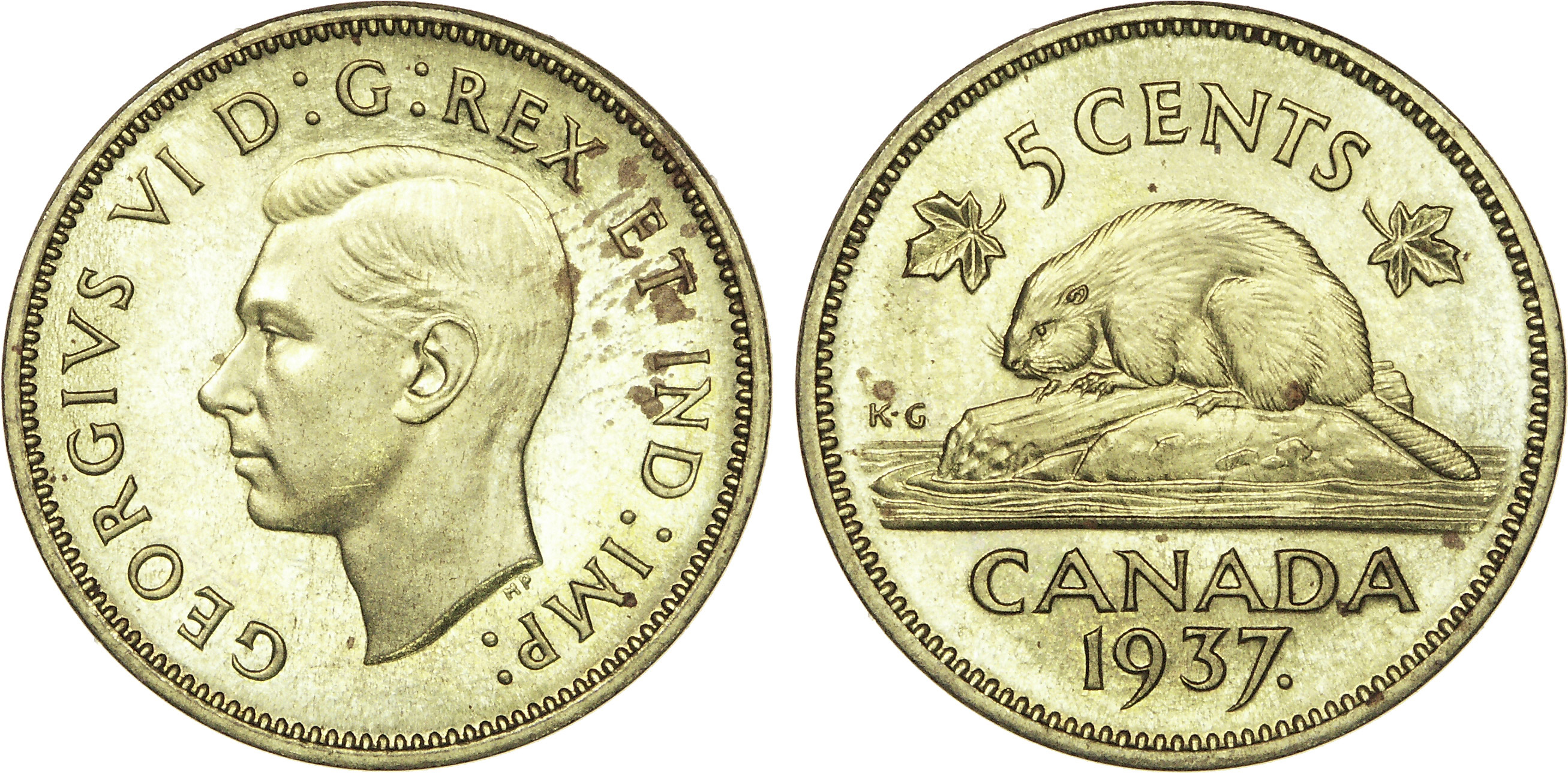
Épreuve de 5 cents en laiton du Canada représentant un castor.
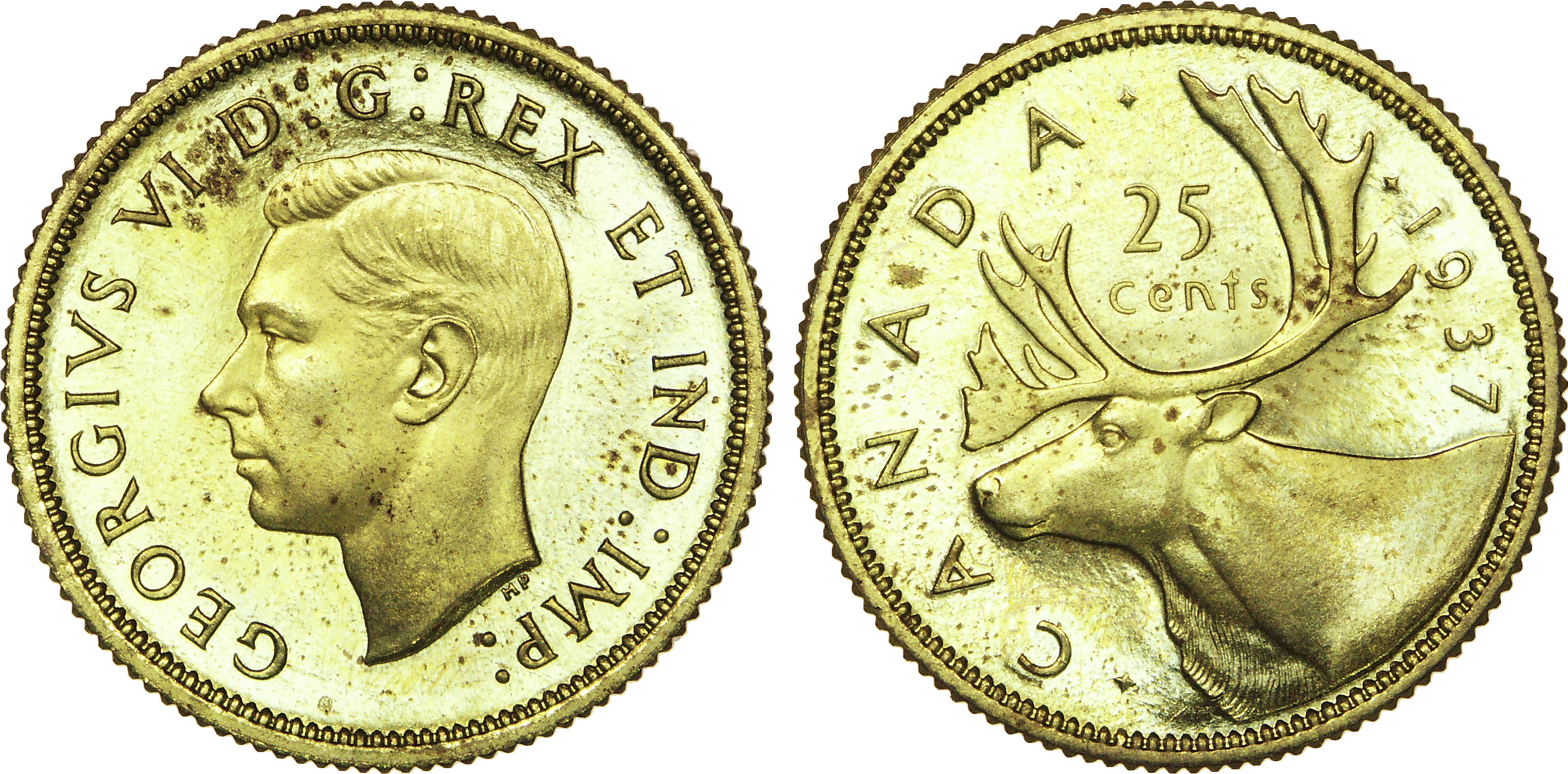
Épreuve de 25 cents en laiton représentant un caribou.
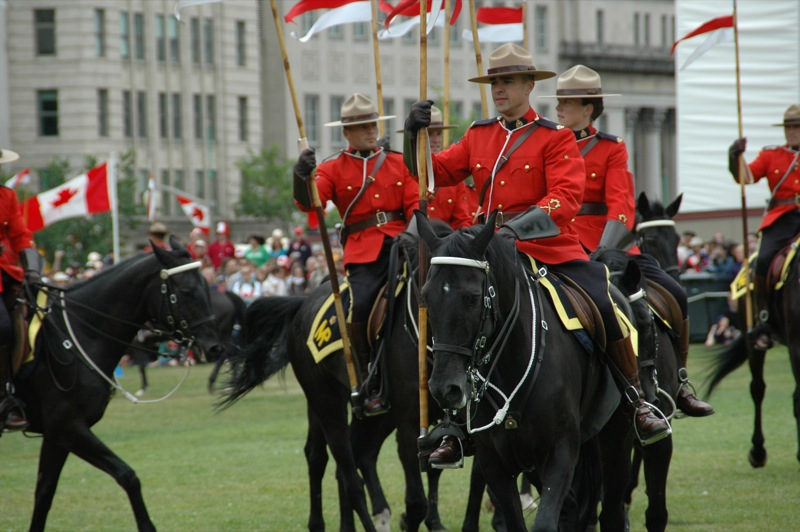
Police montée en uniforme d'apparat.

### Mythologie
- Religions autochtones d'Amérique du Nord (avant les Européens) (en)
- Mythologies amérindiennes
- Mythologie inuite
  - Amarok, Agloolik, Ahkiyyini, Ijiraq, Nanuuq...
  - Atanarjuat (2002)
  - mythes et légendes[3],[4]
- Mythologie des Algonquins, Religions algonquiennes : Sasquatch ou Bigfoot, Wendigo, mitsa.pe.w, tente à sudation, Tshakapesh
- Mythologie iroquoise, Religions iroquoïennes : Ataensic
- Mythologie abénaquise
- Mythologie Kwakwaka'wakw
- Autres mythologies nord-amérindiennes (Premières Nations et Autochtones du Québec) : Glooscap, Nanabozo, Puckwoodgenie, Iktomi, Gitche Manitou, oiseau-tonnerre, panthère d’eau...
- Divinités nord-amérindiennes
- Créatures de la mythologie amérindienne

### Croyances
- Canadian culture by ethnicity

### Pratiques
- Chaman, Chamanisme
- Potlatch (anthropologie)
- Capteur de rêves
- Roue médecine
- Sac médecine
- Danse du Soleil
- Danse des Esprits
- Cérémonie de la fumée
- Pow-wow
- Traditions vestimentaires des Iroquois
- Coiffe amérindienne
- Mât totémique
- Calumet
- Collier de wampum

### Fêtes
- Fêtes et jours fériés au Canada
- Fête du Canada
- Noël au Canada

## Vie sociale
- Identité canadienne
- Société canadienne (rubriques)
- Multiculturalisme canadien
- Immigration au Canada, De l'immigration au Canada[5]
- Droit des étrangers au Canada
- Immigration Watch Canada (en)
- Nationalisme au Canada
- Peace café (en)
- Listes de personnalités canadiennes
- Listes de personnalités québécoises

### Groupes humains
- Canadian diaspora (en), Diaspora québécoise
- Social programs in Canada (en)
- Poverty in Canada (en)

### Famille
- Concubinage in Canada (en)
- Histoire des droits des homosexuels au Canada

### Éducation
- Éducation au Canada (rubriques)
- Éducation au Québec
- Études supérieures au Canada
- Liste des universités au Canada
- Centre d’information canadien sur les diplômes internationaux
- Science au Canada

### Droit
- Le droit au Canada
- Censure au Canada
- Droits des femmes au Canada
- Droits de l'homme au Canada
- Commission canadienne des droits de la personne
- Criminalité au Canada, Crime en droit canadien
- Organisations criminelles au Canada
- Criminalité à Montréal
- Pornographie au Canada (en)
- Prostitution au Canada
- Corruption au Canada
- Human trafficking in Canada (en)
- Sur le site d'Amnesty International

### État
- List of wars involving Canada (en)
- List of massacres in Canada (en)
- Liste des conflits au Canada
- Affaires litigieuses impliquant la Gendarmerie royale du Canada
- Politique au Canada (rubriques)

## Arts de la table

### Cuisine
- Cuisine collective
- Cuisine inuite
- Cuisine nord-amérindienne, Pemmican
- Aboriginal cuisine in Canada
- Pacific Northwest cuisine (en)
- Cuisine des Maritimes
- Cuisine canadienne
- Cuisine britannique, cuisine des États-Unis
- Cuisine québécoise, cuisine française, Cuisine acadienne
- Gourgane (fève des marais)
- Gastronomie québécoise (rubriques)
- Fromages canadiens, Liste de fromages canadiens
- Desserts canadiens

### Boissons
- Consommation d'alcool au Canada
- Bières canadiennes, Bières québécoises, Bière du Québec, Liste de microbrasseries québécoises
- Cidre du Québec
- Vins du Québec, Viticulture au Canada
- Du whisky canadien, Rye whisky
- Caribou (boisson)

## Santé
- Healthcare in Canada (en)
- Loi canadienne sur la santé (1984), Santé au Canada (rubriques)
- Système de santé au Québec, De la santé au Québec
- Temple de la renommée médicale canadienne
- Secours paramédicaux au Canada
- Maladies des peuples autochtones au Canada
- Sida au Canada
- Tragédie de Walkerton (eau contaminée, 2000)
- Drugs in Canada, Narcotic Control Act (1961)
  - Fumer au Canada (en)
  - Alcohol in Canada
  - Du cannabis au Canada
- Obésité au Canada (en)
- Health disasters in Canada

## Sport
- Sport au Canada, Du sport au Canada
- Football, basket-ball, handball, baseball, volley-ball, rugby, cyclisme, athlétisme, tennis...
- Sportifs canadiens, Sportives canadiennes
- Sports originaires du Canada (en)
- Hockey sur glace, Crosse (sport)
- Monde équestre au Canada
- North American Indigenous Games (en)
- Festivals sportifs au Canada (en)
- List of Canada Games (en)
- Canada aux Jeux olympiques
- Canada aux Jeux paralympiques
- Canada aux Deaflympics
- Canada aux Jeux du Commonwealth
- Jeux panaméricains
- Jeux mondiaux
- Jeux'ridiques
- Temple de la renommée
- Panthéon des sports du Québec depuis 1990

### Arts martiaux
- Liste des arts martiaux et sports de combat
- Arts martiaux au Canada

## Média
- Média au Canada (rubriques), Média au Canada par province ou territoire
- Médias au Québec, Médias au Québec (rubriques), Listes des médias au Québec inscrits à la Fédération des Journalistes du Québec
- Journalistes canadiens
- Journalistes québécois
- Chroniqueurs québécois
- Québecor Média
- Censure au Canada

### Presse écrite
- Liste de journaux au Canada
- Presse ethnique du Canada
- Presse en ligne au Canada

### Radio
- Radio au Canada
- Alliance des radios communautaires du Canada
- Radio-Canada,

### Télévision
- Télévision au Canada
- Télévision au Québec
- Académie canadienne du cinéma et de la télévision

### Internet (.ca)
- Internet au Canada
- Sites web canadiens
- Sites web québécois
- Blogueurs canadiens
- Blogueurs québécois
- Canadian online media (en)
- Canadian political blogosphere (en)

## Littérature
- La littérature canadienne (De la littérature canadienne) comprend
  - la littérature d'expression française, dont la littérature québécoise, la littérature franco-ontarienne, la Littérature acadienne
  - la littérature canadienne-anglaise

### Œuvres
- Œuvres littéraires canadiennes

### Auteurs
- Liste d'écrivains canadiens (par ordre alphabétique), Écrivains canadiens
- Écrivains canadiens par genre, Écrivains canadiens par siècle
- Écrivains québécois
- Femmes de lettres canadiennes
- List d'écrivains nord-amérindiens (en)
- Société des écrivains canadiens
- Société des auteurs et compositeurs dramatiques (Canada)

### Institutions
- Combat des livres
- Festivals littéraires au Canada
- Prix littéraires au Canada, Prix du Gouverneur général
- Maisons d'édition ayant leur siège au Canada, Regroupement des éditeurs franco-canadiens

## Artisanat
- Arts appliqués, Arts décoratifs, Arts mineurs, Artisanat d'art, Artisan(s), Trésor humain vivant, Maître d'art
- Artisanats par pays

Les savoir-faire liés à l’artisanat traditionnel relèvent (pour partie) du patrimoine culturel immatériel de l'humanité. On parle désormais de trésor humain vivant.
Mais une grande partie des techniques artisanales ont régressé, ou disparu, dès le début de la colonisation, et plus encore avec la globalisation, sans qu'elles aient été suffisamment recensées et documentées.
- Artisanat du Canada[6],[7]
- Mobilier[8]
- List of indigenous artists of the Americas (en) (artisans et artistes)

## Arts visuels
- Liste de peintres canadiens et Liste d'artistes canadiens
- Arts visuels, Arts plastiques, Art brut, Art urbain
- Art au Canada, Art canadien (en)
- Art au Québec (rubriques)
- Musées d'art au Canada
- Artistes canadiens
- Artistes canadiens contemporains
- List of indigenous artists of the Americas (en)

### Cultures nord-amérindiennes
- Culture amérindienne en Amérique du Nord
- Art des Iroquois
- Kwakwaka'wakw art (en)

#### Art inuit

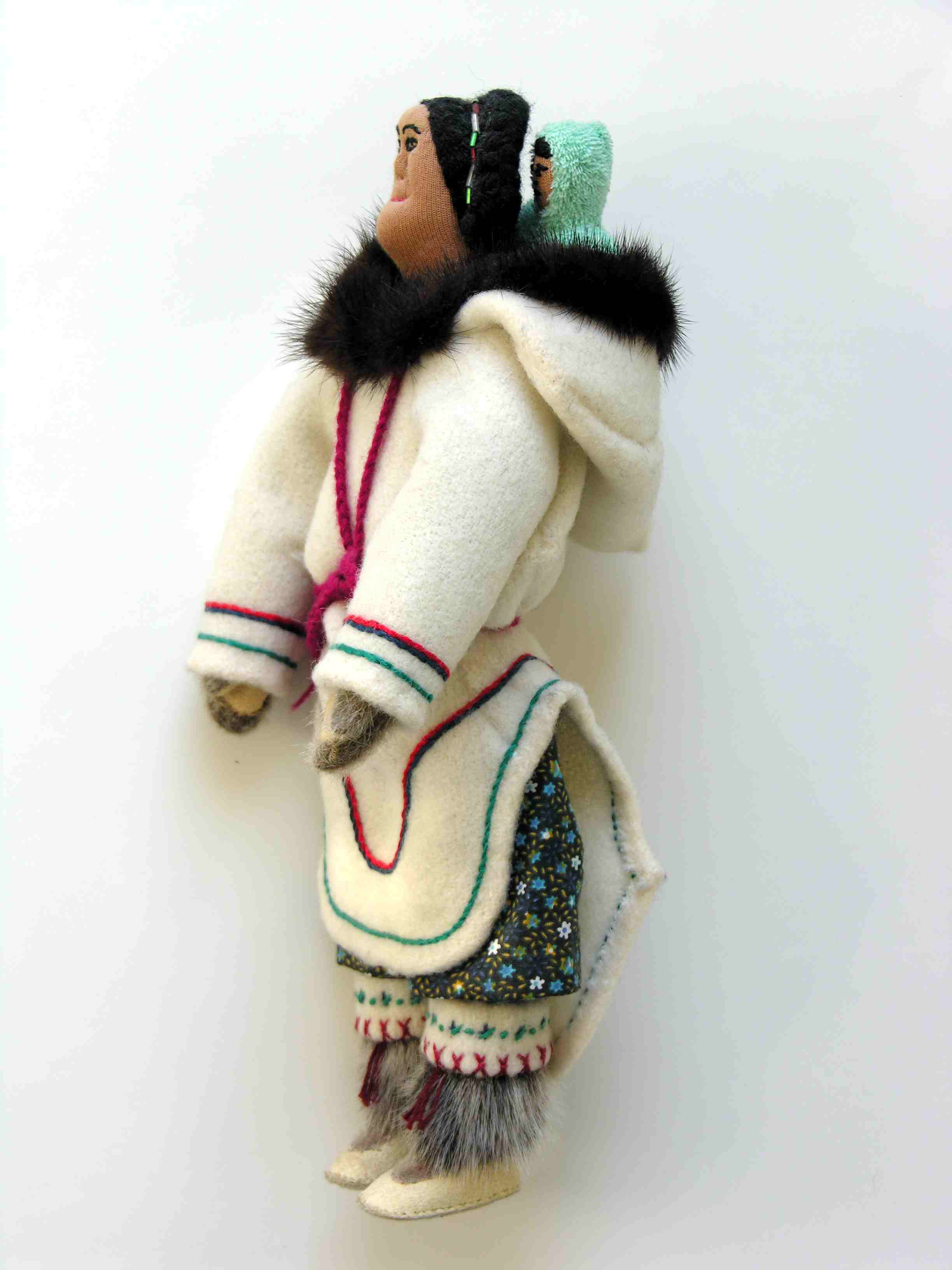
Poupée inuit (1995)

L’Arctique canadien est peuplé depuis plus de 4 000 ans, cependant il faut attendre 600 ans av. J.-C. pour voir apparaître une production d’objets d’art figuratifs. Ces artistes s'inspirent de la nature qui les entoure mais créent également des masques et grappes de visages, à partir de l’ivoire, du bois ou des os d’animaux. Selon leur croyance, ces œuvres avaient un pouvoir et étaient utilisées comme amulettes ou lors des rituels chamaniques. Aujourd’hui reconnue comme une forme d’art contemporain majeure, la sculpture Inuit est avant tout une source de revenus quasi unique pour les habitants des villages isolés de l’Arctique.

### Dessin
- Affichistes canadiens
- Dessinateurs canadiens
- Dessinatrices canadiennes
- Graphistes canadiens
- Graveurs canadiens
- Illustrateurs canadiens
- Auteurs canadiens de bande dessinée
- Michael Nicoll Yahgulanaas, haïda[9],[10]

### Peinture
- Peinture canadienne
- Liste de peintres canadiens
- Peintres canadiens
  - Jean-Paul Riopelle
  - Paul-Émile Borduas
- Mouvements et groupes
  - Canadian Impressionism (en)
  - Groupe des sept (peinture) (1911-1945)
  - Groupe de Beaver Hall (1920)
  - Canadian Group of Painters (1933)
  - Eastern Group of Painters (1938)
  - Société d'art contemporain (1939-1948)
  - Automatistes (1940-1950)
  - Painters Eleven (1954-1960)
  - Indian Group of Seven (1973)
  - Red tree collective (en) (1989)
- Tableaux d'un peintre canadien

### Sculpture
- Sculpture, Catégorie:Sculpture par pays
- De la sculpture au Canada
- Sculpteurs canadiens
- Bill Reid (1920-1998), haïda[11]

### Architecture
- Catégorie:Architecture par pays
- Architecture au Canada, De l'architecture au Canada
- Architecture of Canada (en)
- Habitat traditionnel des Nord-Amérindiens, Habitation traditionnelle nord-amérindienne
  - Maison longue amérindienne (Longhouse), Hogan-Navajo, Wigwam, Tipi, Kekuli, Hutte de terre, Quinzy, Caveau (maison)
- Architecture coloniale
- Liste des plus anciens bâtiments du Canada (en)
- Architecture au Canada par style
- Vancouverism (en)

### Photographie
- Photographes canadiens, Photographes québécois

## Arts de scène
- Spectacle vivant, Performance, Art sonore
- Catégorie:Arts de performance par pays
- Artistes canadiens
- Artistes contemporains canadiens

### Musique

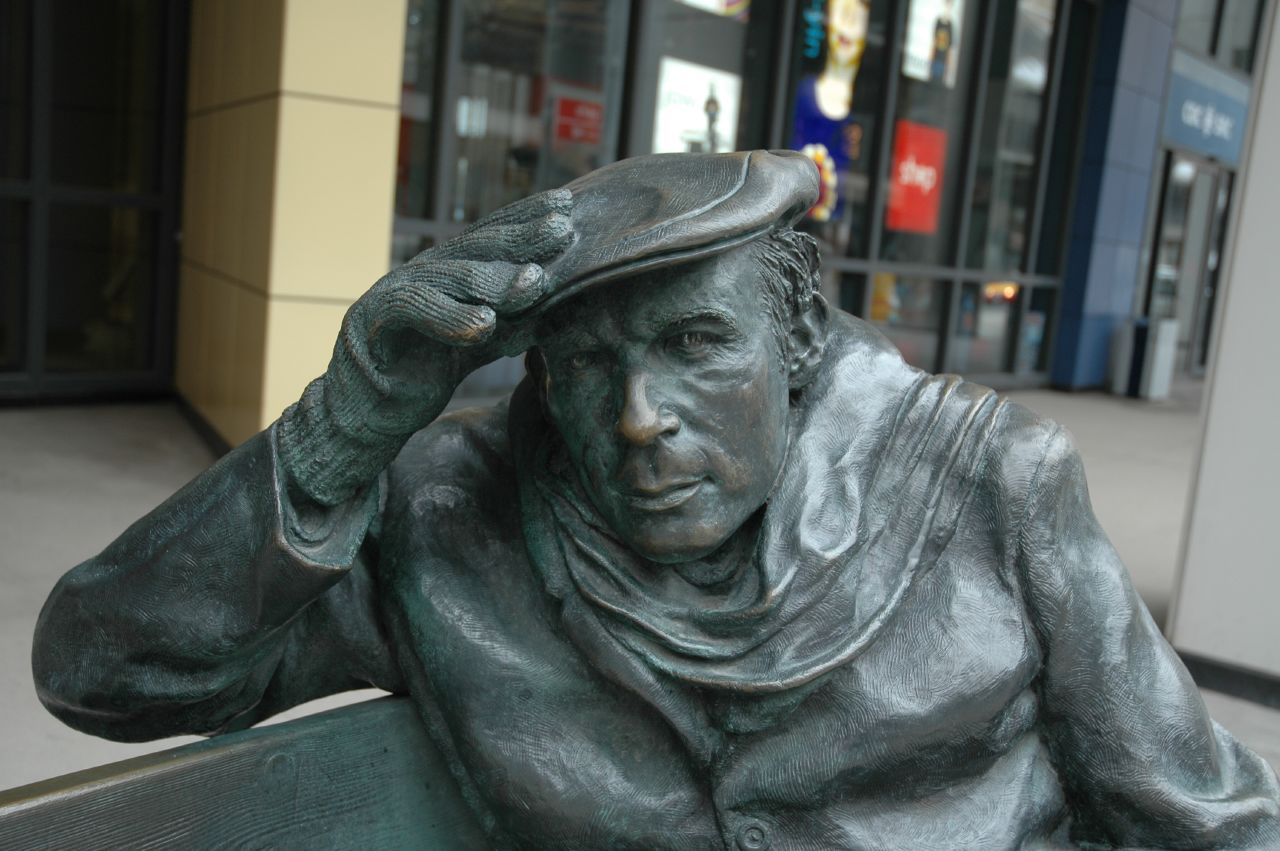
Statue de Glenn Gould à Toronto

- Catégorie:Musique par pays, Musique improvisée, Improvisation musicale
- Musique traditionnelle
- Music of Canadian cultures (en)
- Musique amérindienne, Musique inuite, Aboriginal music of Canada (en)
- Musique acadienne, Musique cadienne (cajun), French-Canadian music (en)
- Musique celtique au Canada, Cape Breton fiddling (en)
- Music of Canada (en)
- Musique canadienne (rubriques)
- Canadian classical music (en)
- Opéra au Canada (en)
- Latin music in Canada (en)
- Centre de musique canadienne, Concours de musique du Canada
- Musiciens canadiens
- Compositeurs canadiens
- Musiciens canadiens par instrument
- Chanteurs canadiens, Chanteurs québécois francophones, Chanteurs acadiens
- Chanson canadienne (rubriques)
- Musique du Québec, Musique du Québec (rubriques), Chanson québécoise
- Liste de musiciens et ensembles de musique traditionnelle québécoise, Liste de musique émergente au Québec
- Festivals de musique au Canada, List of music festivals in Canada (en)
- Récompenses musicales au Canada
- Panthéon de la musique canadienne, Panthéon canadien de l'art lyrique
- List of Canadian musicians (en)
- Jazz au Canada
- Canadian blues (en)
- Rock canadien, Punk hardcore canadien, Hip-hop au Canada

La musique joue un rôle historique au Canada, l'un des cofondateurs des Jeunesses musicales mondiales. Son icône nationale, le pianiste Glenn Gould, est connu par le monde entier.
Les Orchestres symphoniques de Montréal et Toronto, ont plusieurs disques à leurs actifs, et ont tourné en Allemagne en 1999 et 2000.
La musique de chambre a aussi une place de choix : Tafelmusik ou le St. Lawrence Quartett ont gagné plusieurs prix en Allemagne. Des chanteurs comme Russel Braun et Michael Schade, le flutiste Robert Aitken et le pianiste Marc-André Hamelin sont des interprètes souvent invités, et les compositeurs Murray Schafer et Claude Vivier, sont aussi joués régulièrement en Allemagne.
Comme dans la plupart des pays occidentaux, le hip-hop et le rap sont très populaires auprès des jeunes. Parallèlement, le rock connaît autant sinon plus de succès, autant auprès des jeunes que des adultes. Le groupe hard rock Rush, connu mondialement, demeure le groupe canadien le plus connu.
Le Canada a également vu, au cours des années 1980 et 1990, se développer une forte scène électro-industriel, avec des groupes comme Front Line Assembly et surtout Skinny Puppy.

### Danse
- Liste de danses
- Liste de(s) danses nationales (en)
- Liste de danses populaires, ethniques, régionales par origine (en)
- Danse amérindienne, Danse des Esprits
- Danse au Canada (Rubriques)
- Chorégraphes canadiens, Prix Clifford E. Lee
- Danseurs canadiens, Danseuses canadiennes
- Danse québécoise
- Le Ballet du Québec, Ballet national du Canada
- Les Ballets Jazz de Montréal
- List of dance companies in Canada (en)

#### Festivals
- Canada Dance Festival (en) depuis 1987
- Canadian Ballet Festival
- Festival TransAmériques
- Mondial des Cultures
- St-Ambroise Montreal Fringe Festival
- Thrill the World
- Vancouver International Dance Festival

### Théâtre
- Improvisation théâtrale, Jeu narratif
- Théâtre canadien, Du théâtre canadien, Theatre of Canada (en)
- Dramaturges canadiens
- Dramaturges québécois
  - Michel Tremblay
  - Marcel Dubé
- Metteurs en scène canadiens
- Troupes de théâtre canadiennes
- Récompenses de théâtre au Canada
- École nationale de théâtre du Canada
- Conteurs canadiens, Conteurs québécois

#### Festivals
- Acting Irish International Theatre Festival
- Atlantic Fringe Festival
- Atlantic Theatre Festival
- Bard on the Beach
- Blyth Festival production history
- Calgary Fringe Festival
- Carnival of Shrieking Youth
- Charlottetown Festival
- Citadel Theatre
- Dominion Drama Festival
- Edmonton International Fringe Festival
- Festival Antigonish Summer Theatre
- Freewill Shakespeare Festival
- Infringement Festival
- Island Fringe Festival
- Magnetic North Theatre Festival
- The NOW! Organization
- Saskatoon Fringe Theatre Festival
- Shakespeare on the Saskatchewan
- St-Ambroise Montreal Fringe Festival
- Summerstock Conservatory
- Theatre New Brunswick
- Vancouver Fringe Festival
- Winnipeg Fringe Theatre Festival
- Blyth Festival
- Earle Grey Players
- Hysteria: A Festival of Women
- London Fringe Theatre Festival (Ontario)
- Ontario Drama Festival
- Ottawa Fringe Festival
- Rhubarb! Festival
- Shaw Festival
- St Lawrence Shakespeare Festival
- Stratford Festival
- Toronto Fringe Festival

### Humour

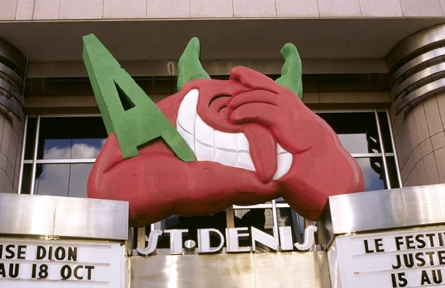
Mascotte du festival Juste pour rire à Montréal

- Jim Carrey, Mike Myers, et François Pérusse sont sans doute les humoristes canadiens les plus populaires.
- Festival Juste pour rire (Just for Laughs)
- Humoristes canadiens
- Humoristes québécois
- Imitateurs canadiens

### Cinéma et télévision
- Cinéma canadien anglophone, Sur le cinéma canadien
- Cinéma canadien francophone, Cinéma acadien, Festival international du cinéma francophone en Acadie
- Cinéma au Québec, Cinéma québécois
- Cinéma inuit
- Office national du film du Canada
- Films canadiens, Liste chronologique des films canadiens (en)
- Réalisateurs canadiens
- Scénaristes canadiens
- Actrices canadiennes, Acteurs canadiens
- Animation au Canada, Histoire de l'animation canadienne, Norman McLaren

#### Festivals
Voir la catégorie dans WP anglophone
- DOXA Documentary Film Festival
- Hot Docs Canadian International Documentary Festival
- Rencontres internationales du documentaire de Montréal
- Imagine Native, festival de film autochtone[12]

### Autres scènes: marionnettes, mime, pantomime, prestidigitation
Les arts mineurs de scène, arts de la rue, arts forains, cirque, théâtre de rue, spectacles de rue, arts pluridisciplinaires, performances manquent encore de documentation pour le pays …
Pour le domaine de la marionnette, on relève : Arts de la marionnette au Canada, sur le site de l'Union internationale de la marionnette UNIMA).
- Jean Natte, Nancy A. Cole (1936-1996), Felix Mirbt, Pierre Régimbald, Nicole Lapointe , Ronnie Burkett
- David et Violet Keogh, Muriel Heddle et Rosalynde Osborne Stearn, Hal et Renee Marquette, Micheline Legendre, George et Elizabeth Merten...
- Coad Canada Puppets, Marionnettes de Montréal (1948), Ontario’s Puppetry Association (1957), Puppetmongers Powell
- Dora Velleman (1916-2011), Leo Velleman (1917-2009), Canadian Puppet Festivals, John Conway (1922-2003)
- Mermaid Theatre (Théâtre de la Sirène, 1972), Lampoon Puppettheatre (Théâtre de Marionnettes Pamphlet, 1972), Famous People Players (Diane Dupuy, 1974), Manitoba Puppet Theatre (1975), Rag and Bone Theatre (1978)
- Théâtre Sans Fil (1971), Théâtre de l’Œil (1973), Théâtre de la Dame de Cœur (1975), L’Illusion, Théâtre de Marionnettes (1979), Théâtre Les Amis de Chiffon (1974)
- The Old Trout Puppet Workshop (1999), International Festival of Animated Objects, Puppets Up ! (2004), Le Théâtre de La Pire Espèce, Les Sages Fous, Théâtre Motus
- Marionnettistes canadiens

D'autres pratiques coexistent :
- Prestidigitateurs canadiens
- Artistes de cirque canadiens (en), dont Clowns canadiens
- Carnavals au Canada

### Autres
- Vidéo, Jeu vidéo, Art numérique, Art interactif
- Culture underground, Culture underground
- Jeux vidéo développés au Canada
- Entreprises de jeux vidéo ayant leur siège au Canada

## Tourisme
- Tourisme au Canada
- Sécurité au Canada[13]
- Conseils aux voyageurs pour le Canada
  - France Diplomatie.gouv.fr
  - CG Suisse eda.admin.ch
  - USA US travel.state.gov

## Patrimoine

### Musées et autres institutions
- Liste de musées au Canada
- Bibliothèques au Canada

### Liste du Patrimoine mondial
Le programme Patrimoine mondial (UNESCO, 1971) a inscrit dans sa liste du Patrimoine mondial (au 17/01/2016) : Liste du patrimoine mondial au Canada.